# ملص (ذمار)
ملص هي إحدى قرى الجمهورية اليمنية. تتبع جغرافيا لمحافظة ذمار وإداريًا لمديرية عنس. يبلغ تعداد سكانها 1234 نسمة حسب الإحصاء الذي أجري عام 2004.